# Draycott in the Clay
Draycott in the Clay – wieś w Anglii, w hrabstwie Staffordshire, w dystrykcie East Staffordshire. Leży 24 km na wschód od miasta Stafford i 187 km na północny zachód od Londynu. W 2001 miejscowość liczyła 891 mieszkańców.